# Staro Selo (Otocsán)
Staro Selo falu Horvátországban Lika-Zengg megyében. Közigazgatásilag Otocsánhoz tartozik.

## Fekvése
Zenggtől légvonalban 29 km-re, közúton 47 km-re délkeletre, községközpontjától légvonalban 2 km-re, közúton 4 km-re északra a Kis-Kapela és a Velebit-hegység között fekszik. Az egykor Vilićnek nevezett települést nyugatról és északról erdős magaslatok övezik, míg délről és keletről a Gacka folyó és a sommal és mogyoróval benőtt sziklás Vrčebrdo határolja.

## Története
Staro Selót 1658-ban alapították a török által elfoglalt területekről betelepülő szerbek. Ebben az időben az Oszmán Birodalom hatalma csúcsán volt. A Gacka völgyét a török nem szállta meg, de a határ a közelben a Korana mentén, majd Plaškitól a Jesenicától és Vrhovinétől délre délnyugati irányban a Velebit-hegységen át a tengerig húzódott. Bár e vidék nem volt megszállás alatt, nagyon gyakoriak voltak a török támadások. A térséget néhány vár, Otocsán, Prozor és Drenov Klanac védelmezte, melyekben állandó őrség volt elhelyezve. A falu alapító 13 család az idő során gyarapodott. 1830-ban már 358 lakosa volt. A "Zorišnjak" nevű magaslaton állt egykor egy Szentlélek tiszteletére szentelt templom, ma már csak az a kanyargós út látható, amely a templomhoz vezetett. A Vrčebrdo lejtőjén, ott ahol az út elhalad Stojan Milaković háza mellett a Bovan nevű szikla felé egy falazott építmény alapjai látszanak és cseréptöredékek is gyakran találhatók itt. A helyiek szerint itt is templom állt egykor, mivel azonban a Vrčedolban ókori japod temetkezéseket találtak sokkal valószínűbb, hogy a japodok építményeinek maradványai kerültek itt elő. A falu határában találhatók Vilić várának romjai. Feltárása megkezdődött, de a munkák 1991-ben a harcok miatt abbamaradtak. A hagyomány szerint mai Szent János templom közelében a „Crkvište” nevű helyen is egykor egy fatemplom állt, amely azonban leégett és a falu sokáig templom nélkül volt. Valószínűbb azonban, hogy a fatemplom a betelepüléstől a mai templom 1742-es felépüléséig állt.
1742-ben felépült a Keresztelő Szent János templom. A templom a homlokzatot, a harangtornyot és az alapokat kivéve fából épült. Fából épített ikonosztázán négy nagyon régi ikont őrzött, melyek valószínűleg még a régebbi templomból származtak. A templomtól északra és keletre feküdt a falu temetője. A 19. század közepére az épület már elég rossz állapotban volt. 1863-ban fából épített részeit lebontották és kőből építették újra. Új, bádoggal fedett tetőt is kapott, belül pedig kőlapokkal burkolták. A régivel azonos méretű új ikonosztáz készült felső részén a tizenkét apostol és a feszület ábrázolásával. A falunak 1857-ben 387, 1910-ben 423 lakosa volt. A trianoni békeszerződésig Lika-Korbava vármegye Otocsáni járásához tartozott. Ezt követően előbb a Szerb-Horvát-Szlovén Királyság, majd Jugoszlávia része lett. 1941-ben a templom értékesebb liturgikus tárgyait és ikonjait Zágrábba vitték, ezek a háború után a zágrábi szerb múzeumba kerültek. A fiatalok közül a munkalehetőségek miatt sokan a közeli Otocsánba távoztak. Az egyházellenes hangulatban szóba került a templom lebontása is. Egy útjavító kampány alkalmával a körítőfalat lebontották, a régi sírköveket összetörték és ezzel a törmelékkel javították a faluban az utak minőségét. 1970-ben egy szélvihar ledöntötte a templom tornyát, mely a tető északi részére zuhant. Az épületet ekkor még kijavították, sőt 1991-ben teljesen megújították. Ez alkalommal új homlokzatot, új tetőt, új ablakokat kapott. Belül új mennyezetet építettek, újravakolták és kifestették. Az ikonosztázt is restaurálták.
1991 nyarán a szerbek és horvátok közötti frontvonal a falu közelébe került. A falu lakossága a krajnai szerbekre támaszkodott, akik innen is támadták az Otocsánt védő horvát erőket. Szeptember elején megkezdődtek a falu körüli összecsapások, a lakosság a biztonságosabb vidékekre menekült. November 3-án a horvát erők tüzérségi tűz alá vették a települést. Először a templomot érték gránáttalálatok, mely során az épület kigyulladt, majd harckocsikkal támadtak és a következő három napban az egész falut lerombolták. A falu szerb lakossága elmenekült, csak néhány harcoló fiatal és néhány idős ember maradt itt, akik közül többen a harcok áldozatai lettek. A falunak 2011-ben mindössze 35 lakosa volt.

## Lakosság
| Lakosság változása | Lakosság változása | Lakosság változása | Lakosság változása | Lakosság változása | Lakosság változása | Lakosság változása | Lakosság változása | Lakosság változása | Lakosság változása | Lakosság változása | Lakosság változása | Lakosság változása | Lakosság változása | Lakosság változása | Lakosság változása |
| ------------------ | ------------------ | ------------------ | ------------------ | ------------------ | ------------------ | ------------------ | ------------------ | ------------------ | ------------------ | ------------------ | ------------------ | ------------------ | ------------------ | ------------------ | ------------------ |
| 1857               | 1869               | 1880               | 1890               | 1900               | 1910               | 1921               | 1931               | 1948               | 1953               | 1961               | 1971               | 1981               | 1991               | 2001               | 2011               |
| 387                | 425                | 447                | 351                | 400                | 423                | 394                | 387                | 314                | 309                | 267                | 248                | 187                | 153                | 17                 | 35                 |

## Nevezetességei
Keresztelő Szent János (hram Sv. Jovana Krstitelja) tiszteletére szentelt szerb pravoszláv templomának romjai. A templomot 1742-ben építették, 1863-ban újjáépítették. 1990 és 1991 között teljesen megújították. 1991 őszén a horvát csapatok lerombolták. Ma tető nélkül, csupasz falakkal áll.